# Girlschool
Girlschool és un grup britànic de heavy metal conformat només per dones, originàries del moviment NWOBHM (New Wave of British Heavy Metal).
Van gaudir d'algun èxit comercial a inicis dels vuitanta, encara que en l'actualitat tenen una sòlida base de fanàtics i són la inspiració de moltes bandes de rock conformades solament per dones.

## Biografia
Al desembre de 1978, van llançar el seu primer senzill, "Take it all away", que va causar interès en l'equip de Motörhead, el que va fer que Girlschool acompanyés a dita agrupació en la gira del seu disc Overkill, el 1979. El seu primer àlbum va veure la llum a l'any següent, i es va titular Demolition. D'ell es van desprendre els reeixits singles "Emergency" i "Race with the Devil". Aquest èxit comercial les va dur a fer gires amb bandes com Uriah Heep i Black Sabbath.
El 1981 es van reunir de nou amb Motörhead, per a gravar el senzill "Please Don't Touch", que va fer part del disc Hit and Run, i les va dur a sortir novament de gira, aquesta vegada amb Rush.
A partir d'aquest moment, van començar a presentar-se alguns canvis en l'alineació. El 1983 van llançar el disc Play Dirty, que va tenir bona acollida en els Estats Units.
Després van venir dos discos més, Running Wild de 1985 i Girlschool de 1992, acompanyats de la seva respectiva gira.

### Actualitat
En el 2000 es va llançar l'àlbum Not that Innocent. Des de llavors han fet presentacions en festivals i gires, amb artistes com Alice Cooper, Twisted Sister, i girant novament amb Motörhead.
Durant sis anys, la vocalista i guitarrista Kelly Johnson va lluitar contra el càncer abans de la seva mort, el 15 de juliol de 2007.

## Discografia

### Àlbums d'estudi
- Demolition (1980)
- St. Valentine's Day Massacre EP (1981)
- Hit and Run (1981)
- Screaming Blue Murder (1982)
- Play Dirty (1983)
- Running Wild (1984)
- Nightmare at Maple Cross (1986)
- Take a Bite (1988)
- Girlschool (1992)
- Not That Innocent: 21st Anniversary (2002)
- Very best of Girlschool (2002)
- Believe (2004)
- Legacy (2008)
- Hit and Run - Revisited (2011)
- Guilty as Sin (2015)
- WTFortyfive? (2023)

### Àlbums en directe
- Girlschool Live (1996)
- Girlschool Live: King Biscuit Flower Hour (1996)
- Race With The Devil Live (2000)

### Compilacions
- Cheers You Lot! (1989)
- The Collection (1991)
- From the Vaults (1994)
- Emergency (1997)
- The Very Best of Girlschool (2002)
- Wild at Heart (2006)
- The Singles (2007)

### Altres publicacions
- St. Valentine's Day Massacre (amb Motörhead) EP (1981) Bronze Regne Unit #5
- The Second Wave: 25 Years of NWOBHM (amb Oliver/Dawson Saxon i Tygers of Pan Tang) (2003)

### Cançons d'èxit
- Race With The Devil" (1980) Regne Unit #49
- Hit And Run (1981) Regne Unit #32
- C'Mon Let's Go (1981) Regne Unit #42

## Videografia
- Play Dirty Live (1985)
- Girlschool - Live In London (2005)
- Around the World (2008)

## Curiositat
- El grup sovint es vesteix amb jaquetes negres de cuir, que va servir d'inspiració a The Donnas.